# Comté de Pike (Mississippi)
Pour les articles homonymes, voir Comté de Pike.
Le comté de Pike est situé dans l’État du Mississippi, aux États-Unis. Il comptait 38 940 habitants en 2000. Son siège est Magnolia.